# De første år
De første år er det tredje opsamlingsalbum af den danske rockgruppe Sort Sol. Det blev udgivet i 2005 på EMI.

## Spor
1. "Ruby Don´t Take Your Love To Town"
2. "Television Sect"
3. "Copenhagen"
4. "Abyss"
5. "Boy - Girl"
6. "Ice-Age For A While"
7. "Ode To Billie Joe"
8. "A Knife For The Ladies"
9. "White Shirt"
10. "Love Is All Around"